# Yerkir
Yerkir (orm. Երկիր „kraj”) – armeński dziennik wydawany w Erywaniu. Został założony w 1991 roku. Jest jednym z głównych środków masowego przekazu w Armenii.
Ukazuje się również w wersji anglojęzycznej (jako tygodnik).
Nakład pisma wynosi 2,5 tys. egzemplarzy.